# Kettleman City
Kettleman City, es un lugar designado por el censo ubicado en el condado de Kings en el estado estadounidense de California. En el año 2000 tenía una población de 1,499 habitantes y una densidad poblacional de 647.8 personas por km².

## Geografía
Kettleman City se encuentra ubicado en las coordenadas 36°00′30″N 119°57′42″O / 36.00833, -119.96167. Según la Oficina del Censo, la ciudad tiene un área total de 0,4 km² (0,2 mi²), de la cual 0,4 km² (0,2 mi²) es tierra y 0 km² (0 mi²) (0%) es agua.

## Demografía
Según la Oficina del Censo en 2000 los ingresos medios por hogar en la localidad eran de $22,409, y los ingresos medios por familia eran $21,955. Los hombres tenían unos ingresos medios de $16,619 frente a los $10,179 para las mujeres. La renta per cápita para la localidad era de $7,389. Alrededor del 43.7% de la población estaban por debajo del umbral de pobreza.

## Educación
El Distrito Escolar Unificado Reef-Sunset gestiona la Kettleman City Elementary School.